# Anopheles dirus
Anopheles dirus är en tvåvingeart som beskrevs av EL Peyton och Harrison 1979. Anopheles dirus ingår i släktet Anopheles, och familjen stickmyggor. Anopheles dirus är en vektor som sprider malaria och trivs bäst i tungt skogbeklädd terräng.
Artens utbredningsområde är Thailand, Myanmar, Vietnam, Laos och Borneo. Inga underarter finns listade.